# Petite Nicobar
La Petite Nicobar est une île de l'archipel des Nicobar dans le Golfe du Bengale.

## Géographie

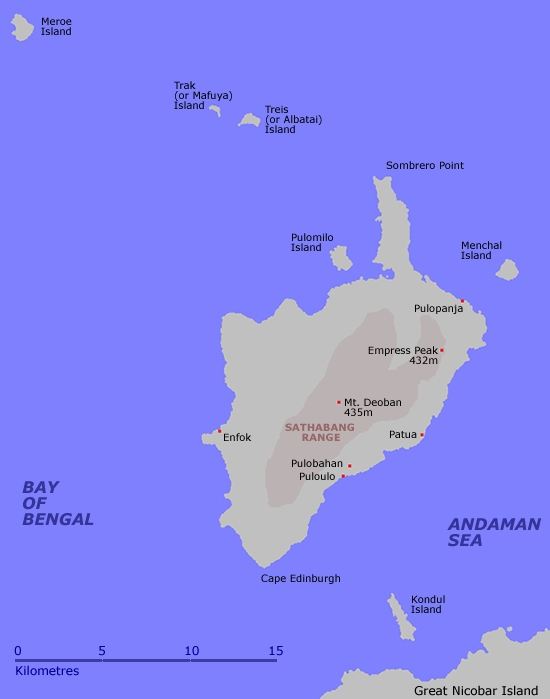
Carte de la Petite Nicobar.

L'île, située à 7,5 km au nord de la Grande Nicobar dont elle est séparée par le canal de Saint-Georges, mesure 24 km de longueur et 12 km de largeur maximales pour une superficie de 159 km2.